# قلعه فیروزآباد
قلعه فیروزآباد مربوط به دوران‌های تاریخی پس از اسلام تا دوره قاجار است و در شهرستان راسک، بخش مرکزی، روستای فیروزآباد واقع شده و این اثر در تاریخ ۷ آذر ۱۳۸۳ با شمارهٔ ثبت ۱۱۲۳۹ به‌عنوان یکی از آثار ملی ایران به ثبت رسیده است.